# Kysaný mléčný výrobek

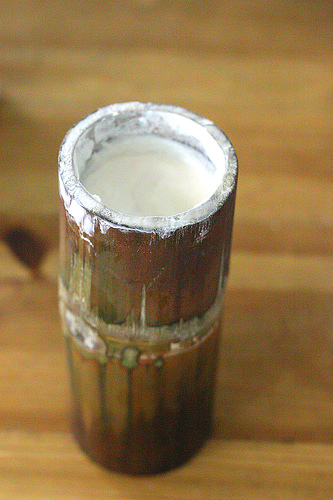
Dadiah, jogurt z buvolího mléka. Tradiční mléčný výrobek v Západní Sumatře

Kysané mléčné výrobky (též fermentované mléčné výrobky) jsou různé výrobky připravené z mléka za přídavku kysacích kultur neboli fermentujících bakterií. Nejčastěji se používají bakterie rodu Lactobacillus, Bifidobacterium či Lactococcus. K výrobě kefírů se využívají kultury kvasinek a bakterií. Mezi kysané mléčné výrobky patří jogurty, kysaná (acidofilní) nebo jogurtová mléka, zakysaná smetana, kefíry atd.